# Lawrence (Kansas)
Lawrence è una città degli Stati Uniti d'America, capoluogo della contea di Douglas nello Stato del Kansas. È posta nella parte orientale dello Stato, a 66 km da Kansas City, lungo il fiume Kaw e tra i fiumi Kansas e Wakarusa.
Nel censimento del 2007 risultava avere 89 852 abitanti, passati a 97 256 secondo una stima del 2018.

## Storia
Fu fondata nel 1854 dalla "New England Emigrant Aid Company" di Charles Robinson.
Durante la Guerra civile statunitense vi ebbe luogo un episodio sanguinoso conosciuto come "il massacro di Lawrence". La mattina del 21 agosto 1863, il ribelle sudista William Clarke Quantrill, alla testa di circa 450 uomini, attaccò Lawrence, uccidendo 183 uomini tra i 14 ed i 90 anni.
Poiché la vendetta era il motivo principale dell'attacco, i predoni di Quantrill entrarono in Lawrence con liste di uomini da uccidere ed edifici da bruciare. Dopo il massacro, gli uomini di Quantrill bruciarono un quarto della città e saccheggiarono la maggior parte dei negozi e delle banche.

## Cultura
Lawrence è la sede dell'University of Kansas  e dell'Haskell Indian Nations University.

### Musei
- Spencer Museum of Art (museo dell'Università del Kansas)
  - Bernardo Zenale, scomparto centrale del Polittico di Sant'Anna, 1490 circa